# قالی قره‌باغ
قالی قره‌باغ یکی از گروه‌های عمده منطقه‌ای از فرش‌ها، قالی‌ها و تابلوفرش‌های ساخته شده در جمهوری آذربایجان و ارمنستان به نام منطقه قره‌باغ، که شامل قره‌باغ کوهستانی و سرزمین‌های مجاور دشت قره‌باغ است. قالی قره‌باغ به دو نوع کلی با نام قالی ارمنی و قالی آذربایجانی تفکیک می‌شود. در زمان‌های قدیمی مجموعه این قالی به جهیزیه عروس در هر دو خانواده‌های آذری و ارمنی استفاده می‌شد. فرش قره باغ معمولاً در اندازه بزرگ، و شکل مستطیلی بافته می‌شود، زیرا مردم در قره باغ به طور سنتی در اتاق مستطیلی و بزرگ، زندگی می‌کردند و این فرش در کف و دیوارها نه تنها برای زیبایی، بلکه برای حفاظت در فصل سرمای زمستان به کار می رفته است.